# Primeira Divisão 1985-1986
La Primeira Divisão 1985-1986 è stata la 48ª edizione della massima serie del campionato portoghese di calcio e si è conclusa con la vittoria del Porto, al suo nono titolo.
Capocannoniere del torneo è stato Manuel Fernandes (Sporting CP) con 30 reti.

## Classifica finale
|    | Classifica           | Pt | G  | V  | N  | P  | GF | GS |
| -- | -------------------- | -- | -- | -- | -- | -- | -- | -- |
| 1  | Porto                | 49 | 30 | 22 | 5  | 3  | 64 | 20 |
| 2  | Benfica              | 47 | 30 | 21 | 5  | 4  | 54 | 13 |
| 3  | Sporting             | 46 | 30 | 20 | 6  | 4  | 64 | 20 |
| 4  | Vitória de Guimarães | 40 | 30 | 16 | 8  | 6  | 51 | 29 |
| 5  | Boavista             | 36 | 30 | 14 | 8  | 8  | 44 | 29 |
| 6  | Desportivo de Chaves | 29 | 30 | 11 | 7  | 12 | 28 | 38 |
| 7  | Portimonense         | 28 | 30 | 11 | 6  | 13 | 29 | 32 |
| 8  | Belenenses           | 28 | 30 | 7  | 14 | 9  | 27 | 30 |
| 9  | Sporting Braga       | 26 | 30 | 9  | 8  | 13 | 34 | 47 |
| 10 | Académica de Coimbra | 25 | 30 | 9  | 7  | 14 | 28 | 38 |
| 11 | Salgueiros           | 25 | 30 | 9  | 7  | 14 | 21 | 37 |
| 12 | Marítimo             | 22 | 30 | 8  | 6  | 16 | 26 | 50 |
| 13 | Deportivo das Aves   | 22 | 30 | 7  | 8  | 15 | 25 | 42 |
| 14 | Vitória Setúbal      | 22 | 30 | 7  | 8  | 15 | 32 | 42 |
| 15 | Penafiel             | 18 | 30 | 4  | 10 | 16 | 16 | 38 |
| 16 | Sporting da Covilhã  | 17 | 30 | 5  | 7  | 18 | 23 | 61 |

### Verdetti
- Porto campione di Portogallo 1985-1986.
- Porto qualificato alla Coppa dei Campioni 1986-1987.
- Benfica qualificato alla Coppa delle Coppe 1986-1987.
- Sporting Lisbona,  Vitória Guimarães,  Boavista  qualificate alla Coppa UEFA 1986-1987.
- Desp. Aves,  Vitória Setúbal,  Penafiel e  Covilhã retrocesse.